# بهادرخان (روستا)
بهادرخان یک منطقهٔ مسکونی در افغانستان است که در ولایت بادغیس واقع شده‌است.